# Indische bonte kwikstaart
De Indische bonte kwikstaart (Motacilla maderaspatensis) is een zangvogel uit de familie Piepers en kwikstaarten.

## Verspreiding en leefgebied
Deze soort komt voor in de Himalaya (van noordelijk Pakistan tot Bangladesh) en India.